# Sea Life Sydney
Koordinaten: 33° 52′ 10″ S, 151° 12′ 7″ O
Das Sea Life Sydney (früher auch Sydney Aquarium) ist ein in Australien befindliches Schauaquarium am Darling Harbour in Sydney in New South Wales. Er wurde im Jahr 1988 eröffnet. Das Aquarium ist Mitglied der Zoo and Aquarium Association Australasia (ZAA) und der World Association of Zoos and Aquariums (WAZA).

## Geschichte
Mit der Umgestaltung der ehemaligen Hafenanlagen von Darling Harbour zu einem Freizeit- und Vergnüngungsquartier eröffnete 1988 auch das Aquarium als eine der wichtigen Attraktionen der Anlage. Nach der 2012 erfolgten Übernahme durch Sea Life nennt es sich Sea Life Sydney Aquarium. Die neuen Besitzer kündigten damals an, AUS$ 10 Millionen für die Sanierung der Anlagen bereitzustellen.
Aufgrund der 2019 ausgebrochenen COVID-19-Pandemie musste das Aquarium zeitweise für Besucher schließen.

## Tierbestand
Im Sydney Aquarium wird eine große Vielfalt an unterschiedlichen Wasserorganismen in  mehr als 700 Arten und über 13.000 Exemplaren gezeigt. Der Schwerpunkt liegt dabei auf der Fauna Australiens. Neben reinen Meeresbewohnern werden auch Säugetiere, Reptilien und Vögel gehalten. In großen Schaubecken, durch die zuweilen gläserne Unterwassertunnel führen, kann das Meeresleben aus unmittelbarer Nähe beobachtet werden. Das Aquarium beteiligt sich auch an Zucht- und Arterhaltungsprogrammen, beispielsweise für den Marmorrochen (Raja undulata) und nimmt an Korallenausbreitungsprogrammen teil. Im Folgenden ist eine Bild-Auswahl einiger Anlagen sowie des Bestandes von Aquarium-Tieren der Jahre 2004 bis 2011 gezeigt:

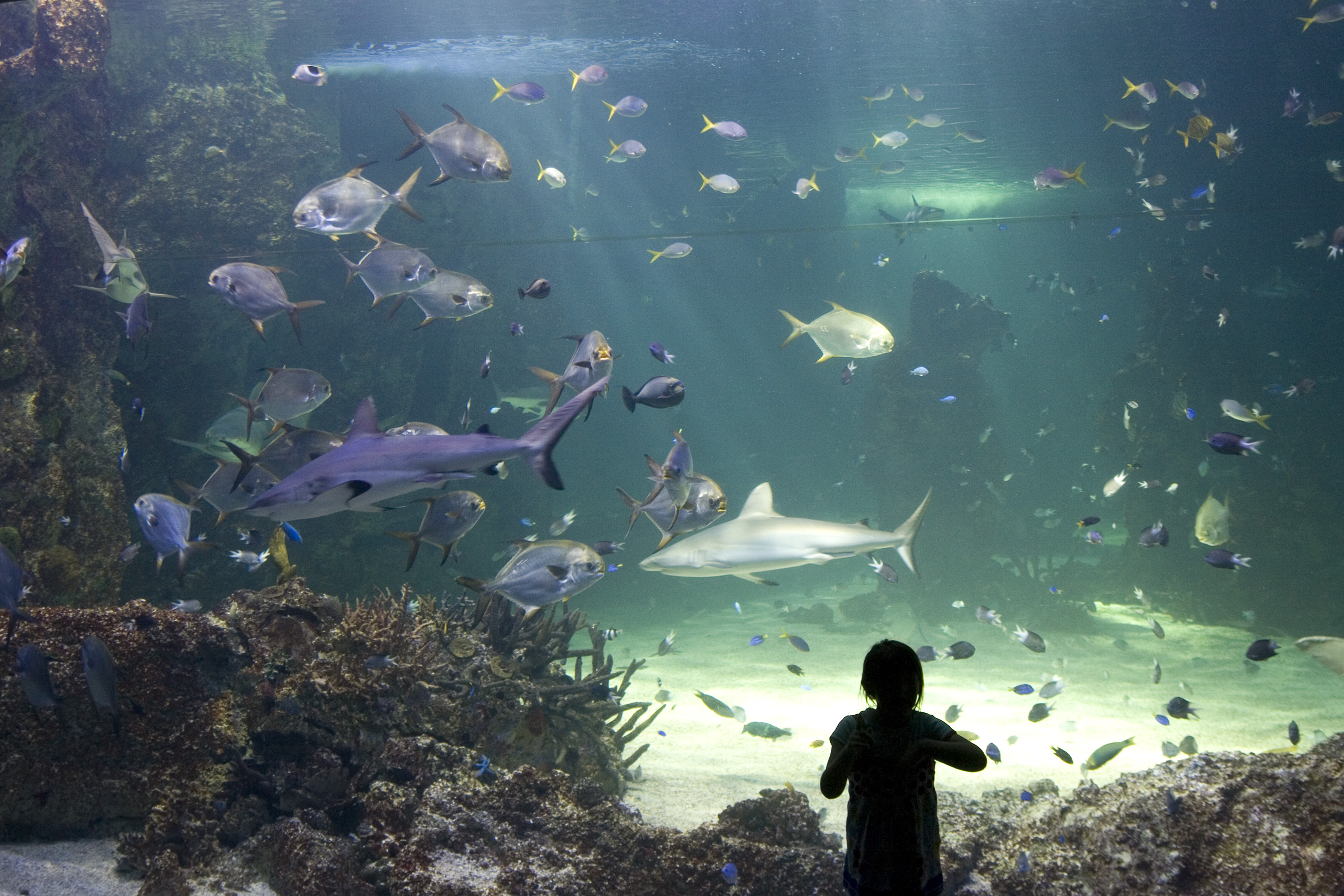
Panoramaschaubecken
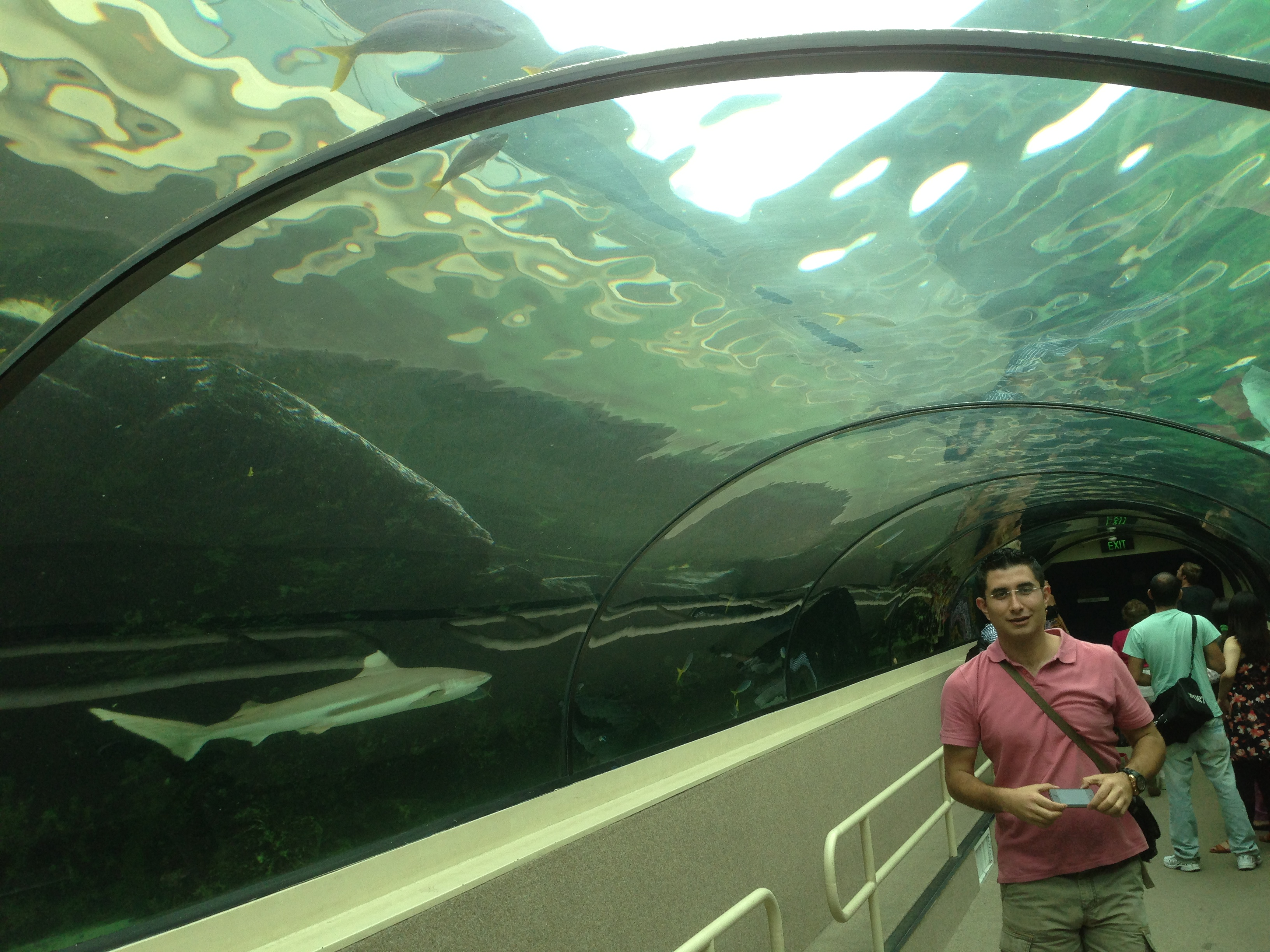
Unterwassertunnel
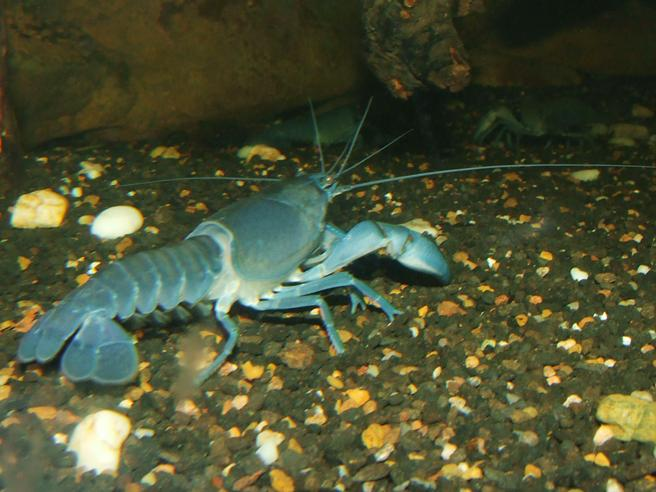
Großkrebs Cherax destructor
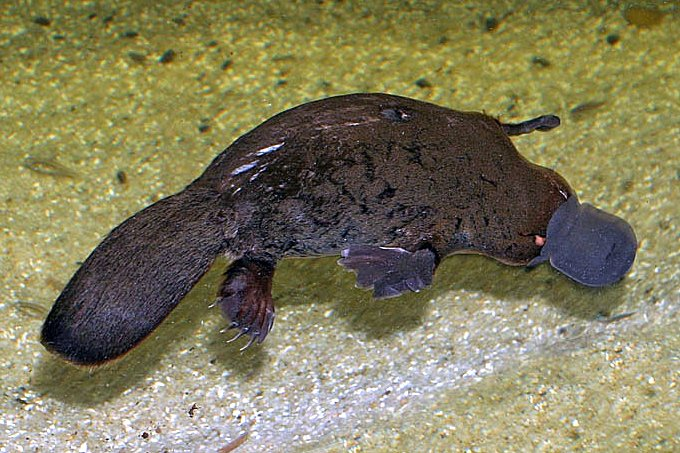
Schnabeltier (Ornithorhynchus anatinus)
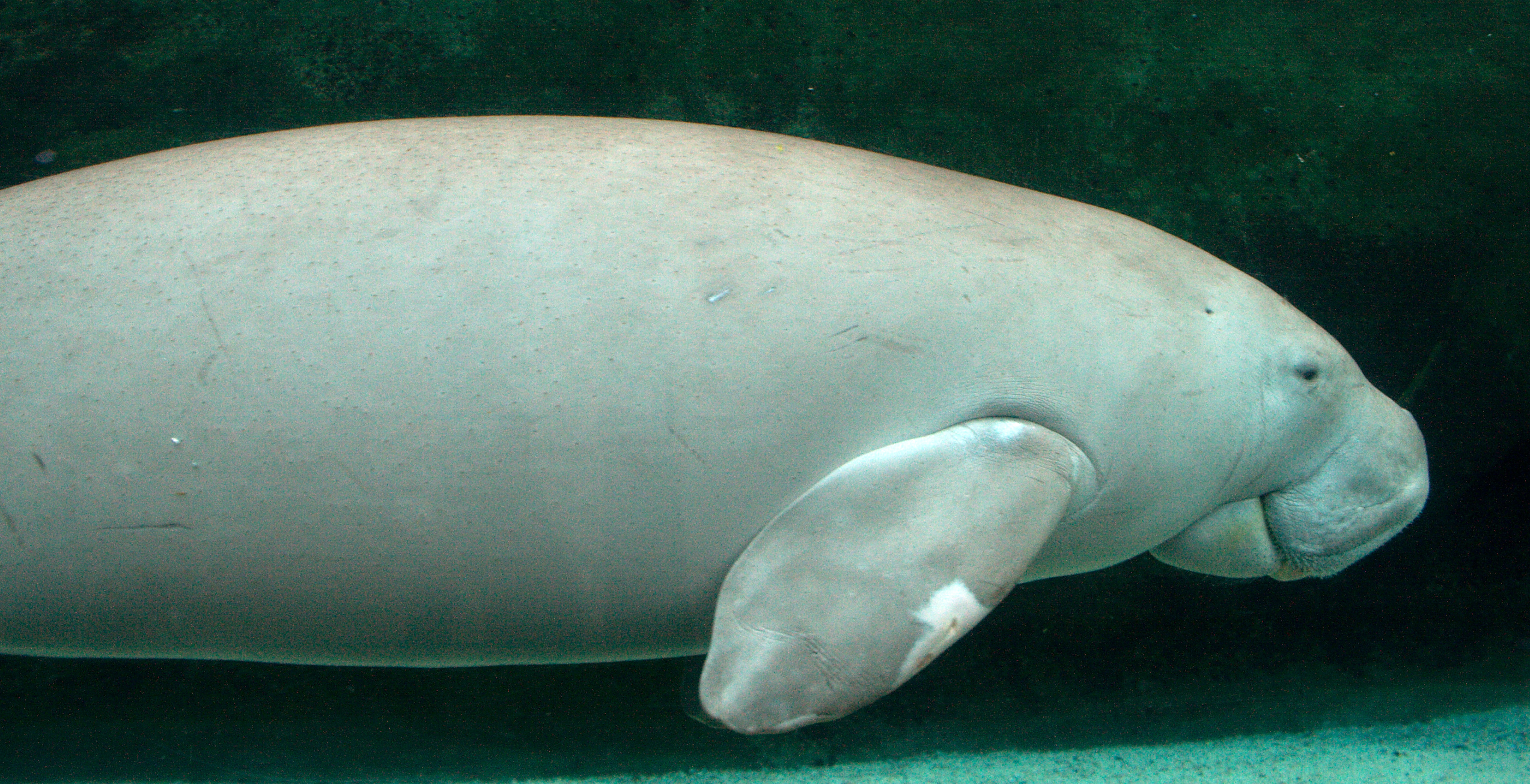
Dugong (Dugong dugon)
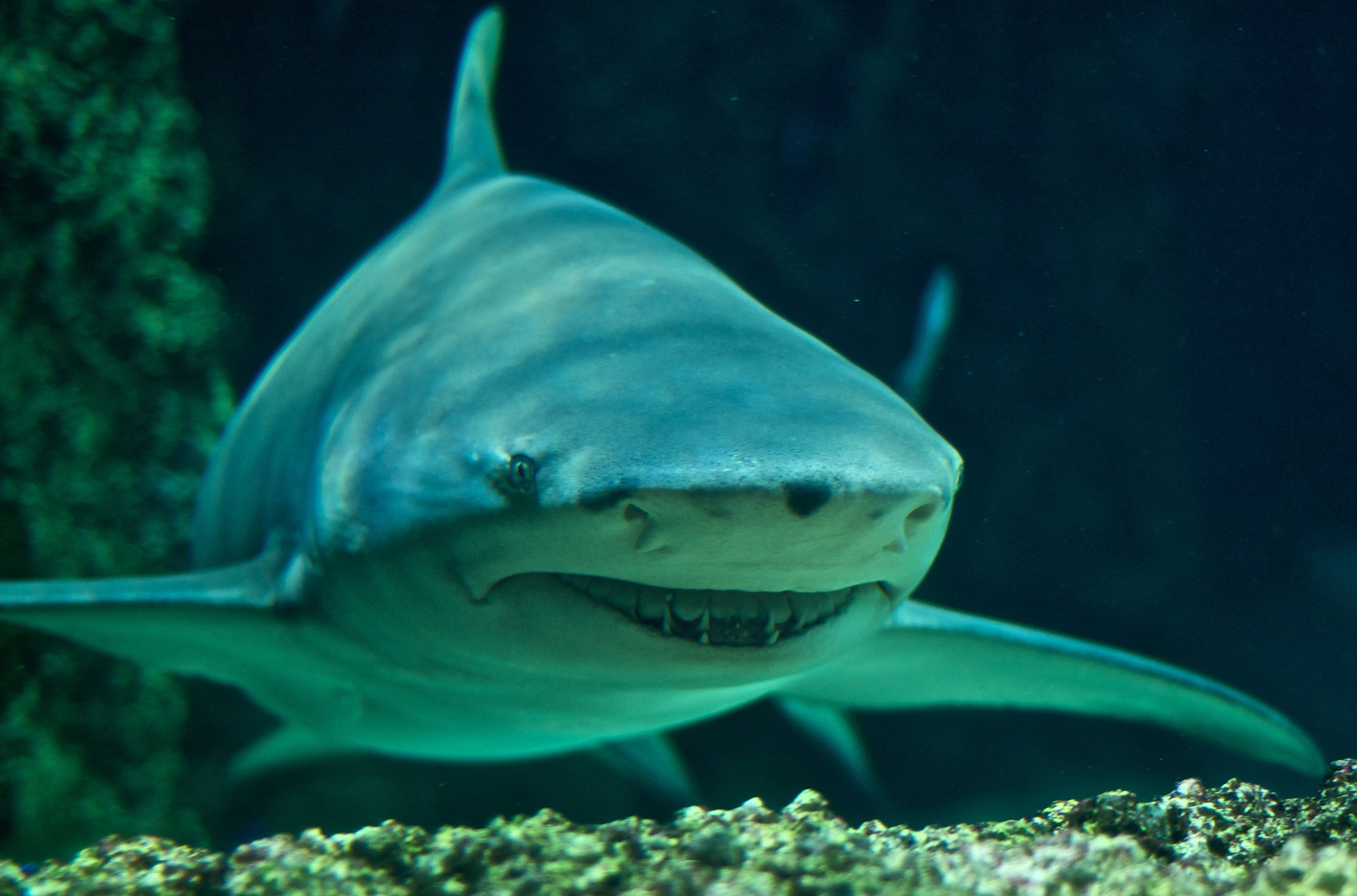
Sichelflossen-Zitronenhai (Negaprion acutidens)
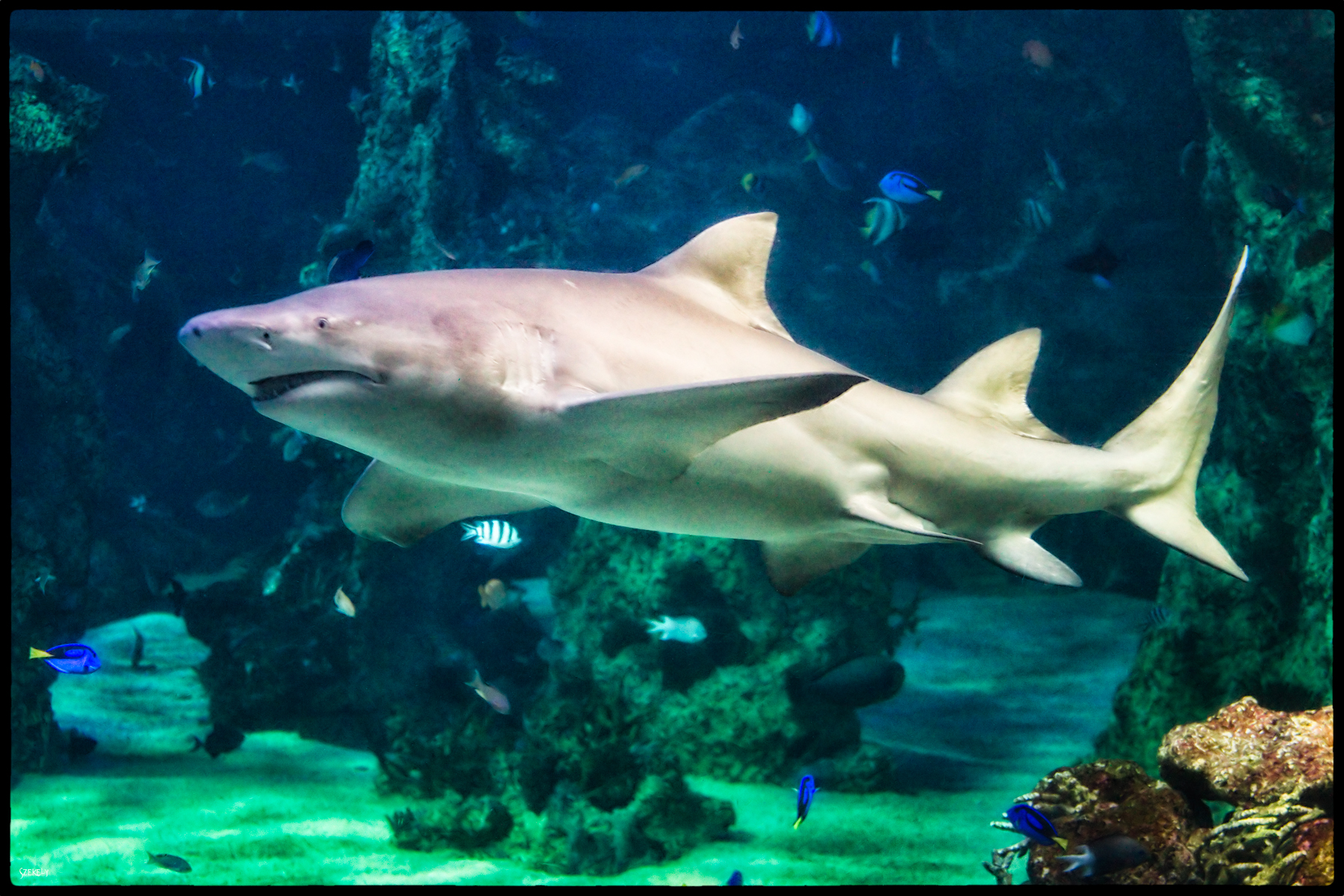
Sandtigerhai (Carcharias taurus)
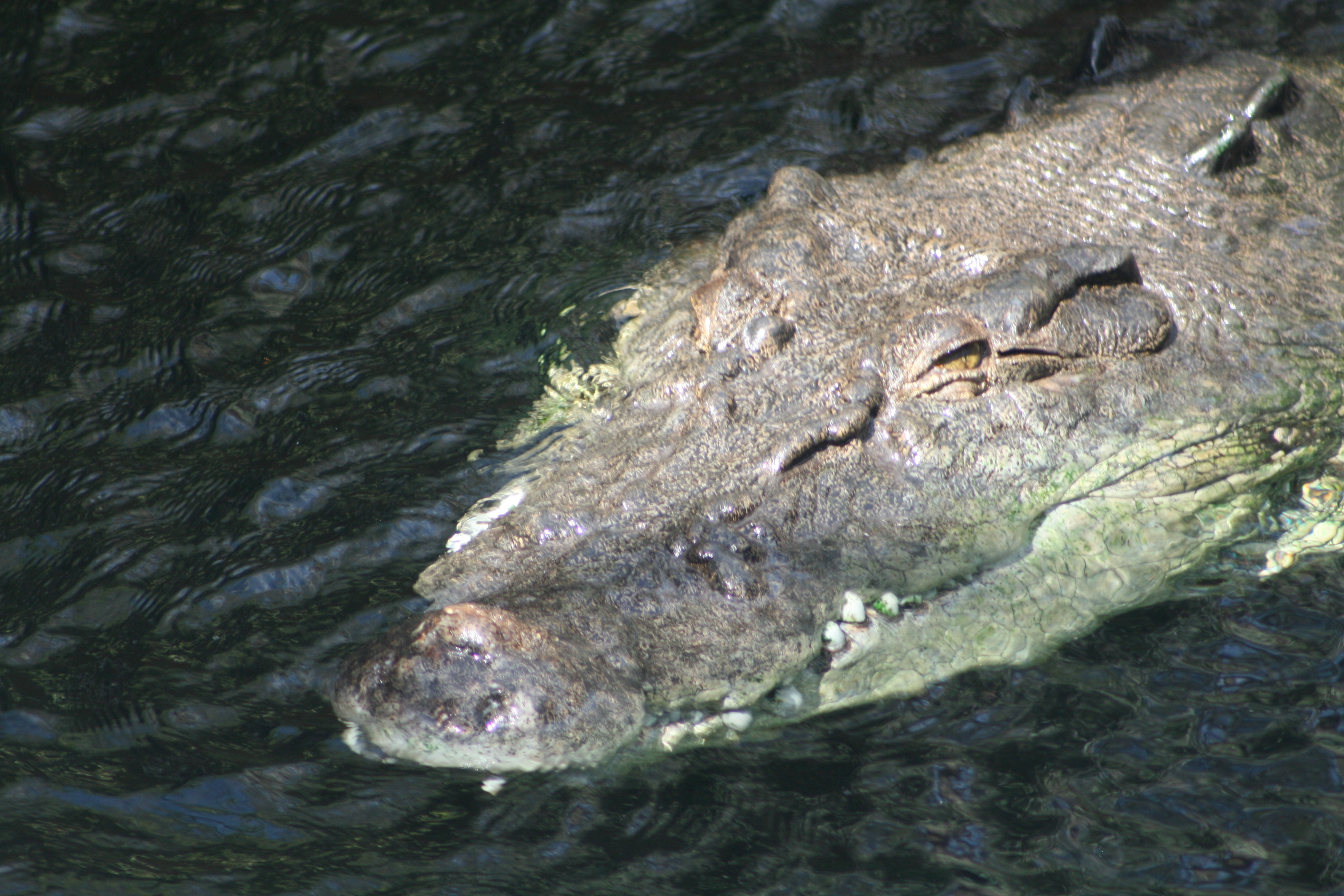
Leistenkrokodil (Crocodylus porosus)

## Ausstellungsschwerpunkte
Das Sydney Aquarium setzt einen deutlichen Schwerpunkt im Bereich von australischen Themen und Exponaten. Dabei werden australische Gewässer und angrenzende Ozeane sowie marine Ökosysteme besonders berücksichtigt. Daneben gibt es auch Sektionen der Süd- und Nordmeer-Lebensräume. Zu den eindrucksvollsten Anlagen im Aquarium zählen: Shark Valley (Tal der Haie), Dugong Island (Insel der Dugongs), Southern Ocean (in erster Linie Pinguine der Südhalbkugel), Open Ocean Oceanarium (Bewohner der offenen Meere), Great Barrier Reef Ozeanarium (eine Nachbildung von Abschnitten des Great Barrier Reef), South Coast Shipwreck (Leben in einem versunkenen Schiffswrack an der Südküste), Day and Night on the Reef (Verhalten von Meeresbewohnern bei Tag und Nacht an einem Riff). Die Ausstellung Jurassic Seas informiert über die Evolution und zeigt Fossilien und Tiere, die schon in der prähistorischen Zeit gelebt haben.